# Potamogeton × cognatus
Potamogeton × cognatus là một loài thực vật có hoa lai ghép trong họ Potamogetonaceae. Loài này được Asch. & Graebn. miêu tả khoa học đầu tiên năm 1897.